# Godziesze Wielkie
Godziesze Wielkie è un comune rurale polacco del distretto di Kalisz, nel voivodato della Grande Polonia.
Ricopre una superficie di 105,07 km² e nel 2004 contava 8 226 abitanti.